# 빗살무늬미주메뚜기
빗살무늬미주메뚜기(학명: Melanoplus differentialis)는 멜라노플루스속에 속하는 메뚜기 종이다. 멕시코 북부, 미국 중부 및 캐나다 남부의 온타리오주 전역에서 발견된다. 서식지 대부분에서 해충으로 취급한다.

## 생김새
수컷 성충은 28~37mm, 암컷은 34~50mm까지 자란다. 갈색 또는 녹색을 띠며, 나이가 들수록 색이 어두워진다. 일부 약충은 밝은 노란색을 띤다. 앞가슴등판에는 검은색 홈이 있다. 수컷은 복부 끝에 부츠 모양의 부속지가 있다. 뒷다리의 넓적마디에는 역 V자 무늬가 있고, 뒷다리의 종아리마디 부분은 노란색이며 검은색 가시가 있다. 모든 성충은 노란색의 발목마디와 더듬이를 가지고 있으며, 일부는 붉은빛이 도는 노란색 더듬이를 가지고 있다.

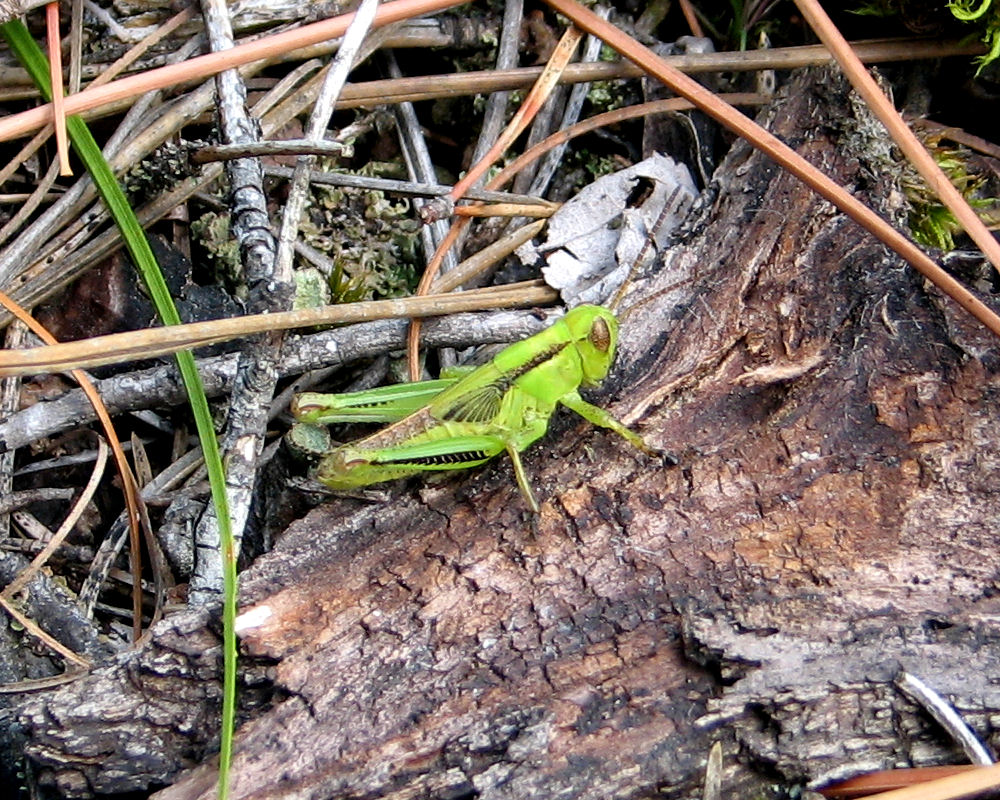
differentialis 아종의 유충 (4령 또는 5령), 온타리오주 오타와에서
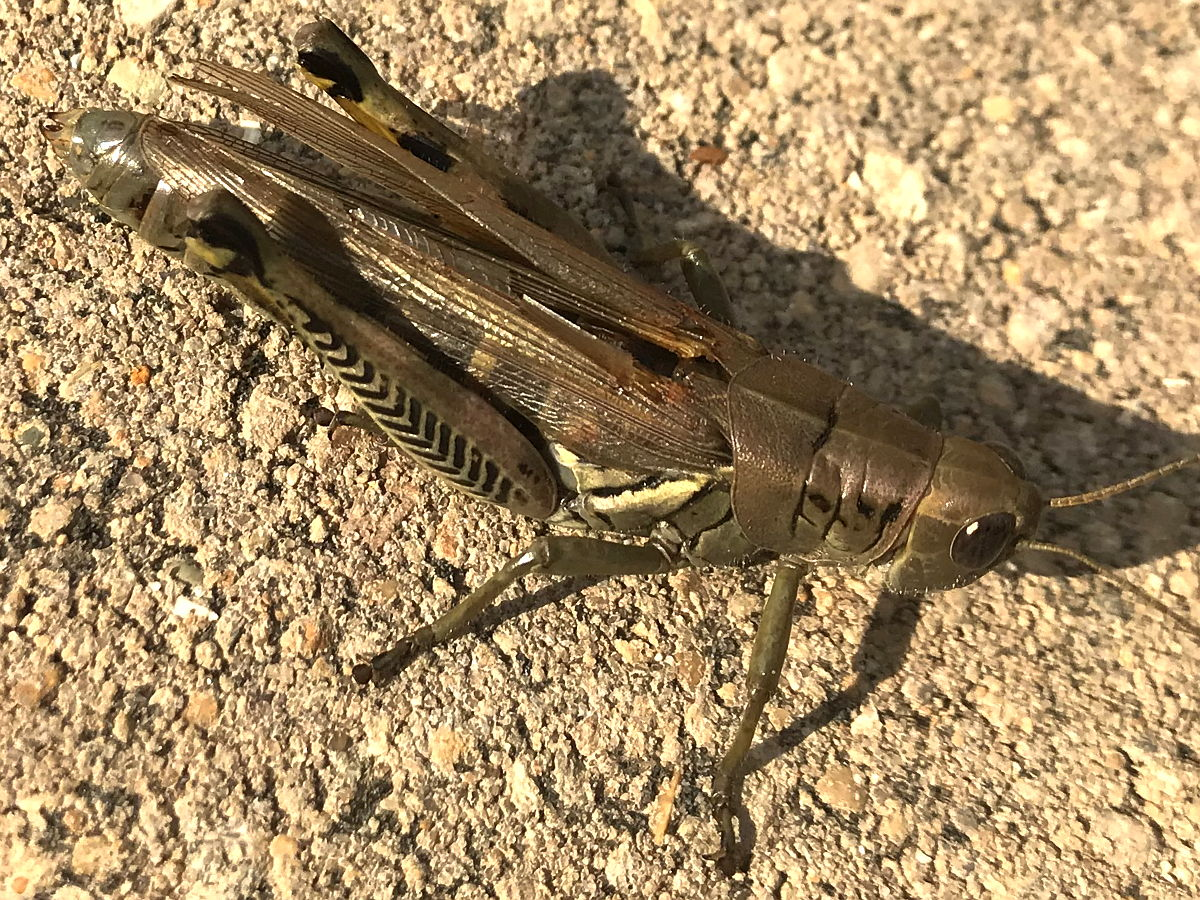
알을 밴 암컷, 미국 네이퍼빌에서
- 흙에 산란하는 모습, 미국 네이퍼빌에서
- 나래가막사리를 뜯어먹는 빗살무늬미주메뚜기. 쌍살벌과의 짧은 만남이 일어난다.

## 서식 범위와 서식지
빗살무늬미주메뚜기는 북서부를 제외한 미국의 거의 전 지역에서 발견된다. 서식 범위 내에서는 주로 잡초가 무성한 지역과 초원, 심지어 빈터나 다른 도시에서도 발견된다. 이 종은 이동성이 적지만, 먹이를 찾아 몇 마일 정도 이동할 수 있다. 원 서식 범위의 북부에서는 이 종이 두줄박이메뚜기(Melanoplus bivittatus)만큼 흔하지만, 남부에서는 이보다 훨씬 더 많다.

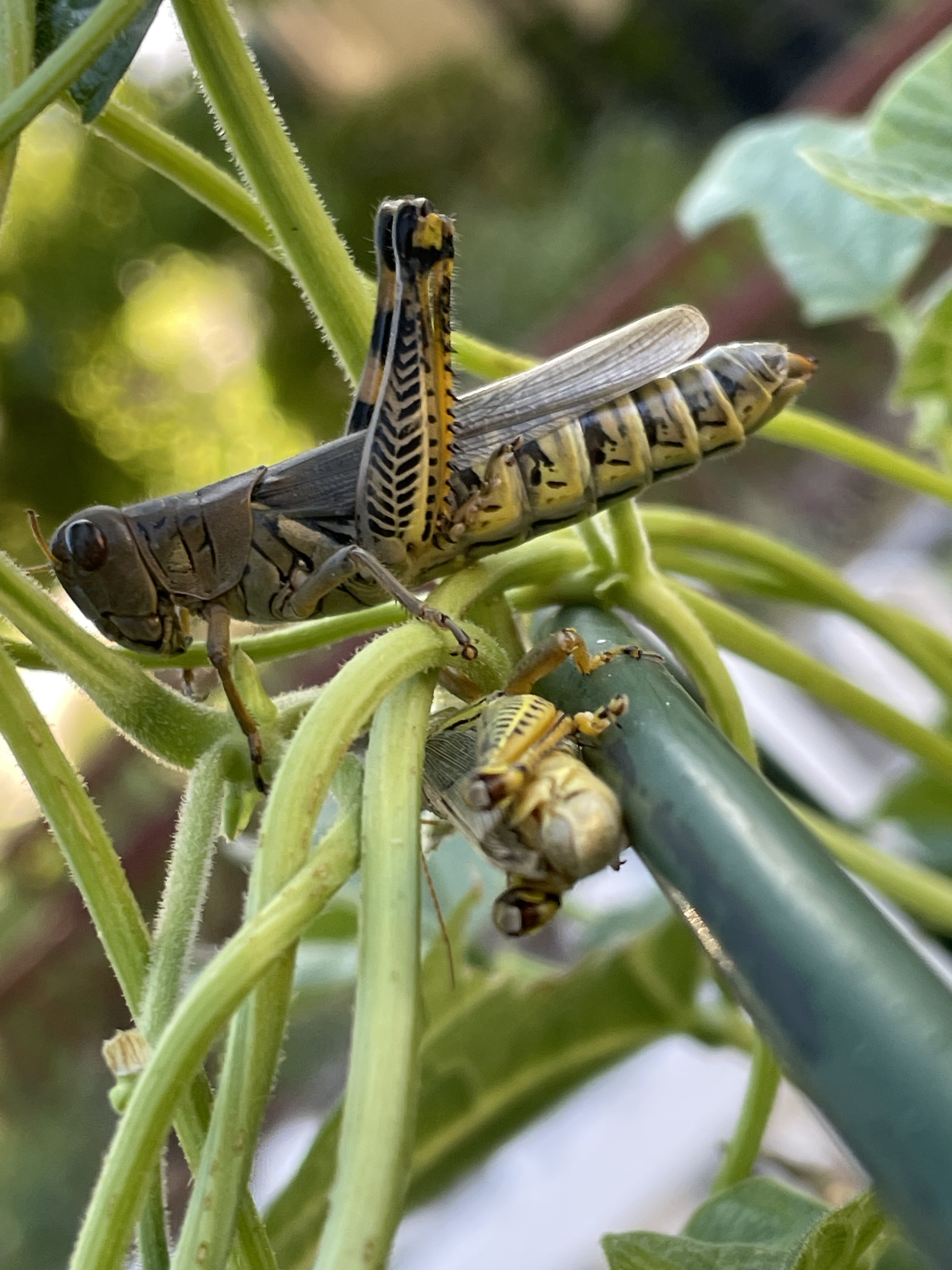
미국 유타주 솔트레이크시티의 정원 격자 위에 앉아있는 두 마리의 빗살무늬미주메뚜기

## 생활환 및 먹이

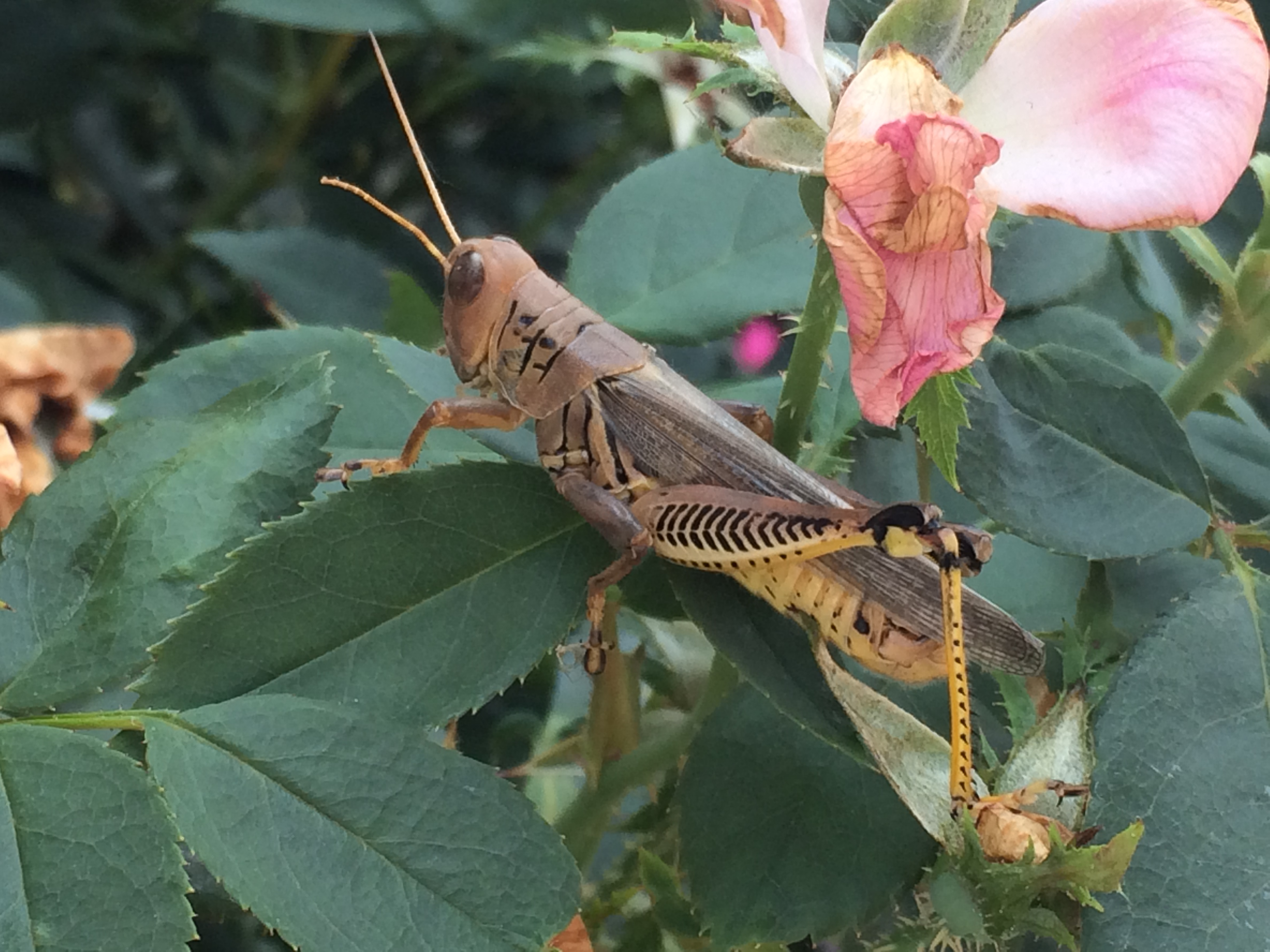
미국 텍사스주 알링턴에서 발견된 빗살무늬미주메뚜기

일 년에 한 세대를 보낸다. 성충 암컷은 부드러운 흙에 최대 6개의 알덩어리를 낳으며, 각 알덩어리에는 40~200개의 알이 들어있다. 알은 낳은 여름에 배아 발달을 시작한 다음 겨울 동안 휴면기에 들어가 이듬해 초여름에 약 2주 동안 부화한다. 부화 후 약충은 성충이 되기까지 약 32일이 걸린다. 발달이 동시에 잘 진행되며, 대부분의 약충은 단 며칠 동안 날개 달린 성충으로 변태한다.
빗살무늬미주메뚜기는 잡식성으로 협엽·광엽초본 전부 먹지만, 실험에 따르면 광엽초본 식물을 먹이면 더 빨리 성장한다고 한다. 가장 선호하는 먹이 식물은 단풍잎돼지풀 (Ambrosia trifida), 해바라기 (Helianthus annuus), 가시상추 (Lactuca serriola) 등이다. 성충은 시든 상추와 해바라기에서 화학 변화를 감지할 수 있어 시든 식물을 피하는 경향이 있다.

## 농업 문제

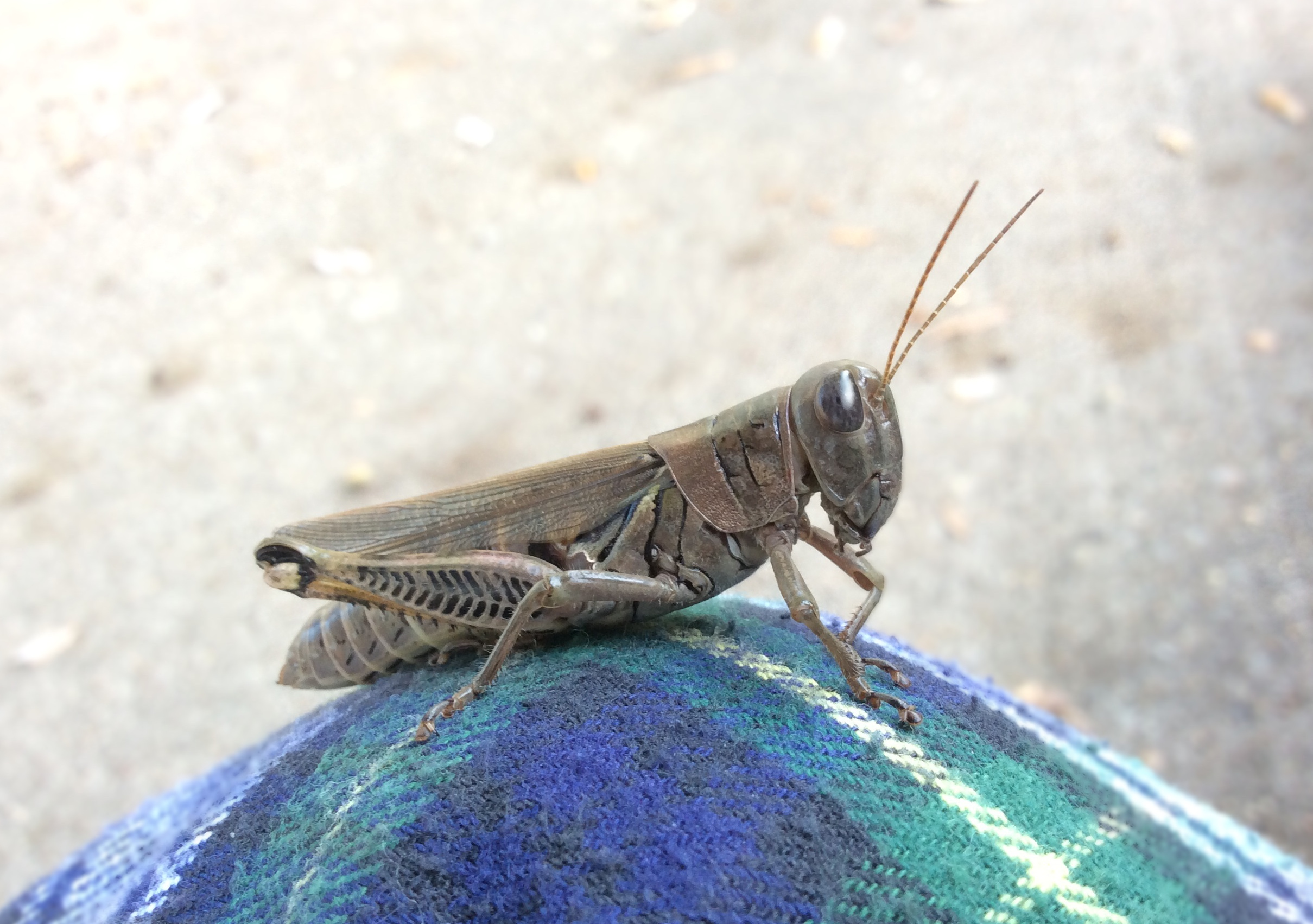
한 사람의 바지 위에 앉은 빗살무늬미주메뚜기

어린 메뚜기는 다양한 곡물, 알팔파, 건초 작물을 먹고, 성충은 옥수수, 목화, 활엽성 과수를 가해한다. 한 무리가 며칠 만에 작물들을 망가뜨릴 수 있다. 이 종은 큰 무리를 지어 먹이를 먹는 경향이 있어 서식 범위 안에서 농사를 하고 있는 경우, 이에 대해 심각한 위협이 될 수 있다.
더 적은 수로 또는 도시 지역에서 빗살무늬미주메뚜기는 토마토·완두콩·대마·호박류 및 정원식물의 잎을 자주 먹는다.

## 대한민국으로의 유입
2020년 즈음, 빗살무늬미주메뚜기가 울산 산업단지 인근에서 처음으로 발견되어 수 년 동안 발생하고 있다. 원산지인 북아메리카 대륙 이외의 지역으로 확산된 적이 없는 이 종은 수입 화물과 함께 들어온 것으로 추정되고 있다. 일부 보고에 따르면 2018년에 호주에서 온 화물선에 붙어온 개체 하나가 발견됐고 1년 뒤 다른 개체가 추가적으로 발견되는 등 생존이 확인된 사례가 언급되면서 대한민국 내의 정착 가능성도 제기되고 있다.
2020년에 생태계교란 생물로 지정이 되었다.